# Marian Berland
Marian (Mojżesz) Berland (ur. 24 kwietnia 1922 w Płocku, zm. 17 lutego 1988) – polski autor wspomnień z czasów II wojny światowej pochodzenia żydowskiego. 

## Życiorys
Urodził się w Płocku. Po wybuchu II wojny światowej przeniósł się wraz z rodzicami i siostrą Leosią do Warszawy, gdzie pracował w warsztatach samochodowych na terenie warszawskiego getta. W trakcie wielkiej akcji deportacyjnej w getcie warszawskim z lata 1942 roku, uniknął deportacji do obozu zagłady w Treblince, dzięki zatrudnieniu w warsztacie samochodowym. 
Od 18 kwietnia 1943 roku w związku z likwidacją getta i wybuchem powstania, przez kolejnych 12 dni do 29 kwietnia ukrywał się wraz z rodziną w bunkrze przy ul. Muranowskiej 38, zaś po jego wykryciu został odstawiony na Umschlagplatz. Następnie znalazł się w transporcie do obozu na Majdanku, jednak jeszcze w trakcie transportu udało mu się zbiec i powrócić do Warszawy. Początkowo ukrywał się w skrytce przy ul. Grzybowskiej 41, a następnie, przy ul. Siennej 40, gdzie zastał go wybuch powstania warszawskiego (przy Siennej ukrywał się wraz ze swoja żoną i siostrą oraz Beniaminem Hofferem i jego bratankiem Stasiem). 
W lutym 1956 roku wraz z żoną wyemigrował do Izraela.

## Wspomnienia
Ukrywając się u małżeństwa Polaków przy ul. Siennej 40, Berland spisał swoje okupacyjne wspomnienia zaczynające się od momentu wybuchu powstania w getcie warszawskim. Do spisania wspomnień nakłonili go działacze Rady Pomocy Żydom – „Żegota” w tym Barbara Temkin-Berman.
Wspomnienia Berlanda były po wojnie publikowane w Przełomie. 
W 1959 roku wspomnienia Berlanda zostały opublikowane w języku hebrajskim w Izraelu pt. 300 sha`ot ba-geto ha-do`ekh w tłumaczeniu Zvi Arada nakładem Instytutu Jad Waszem.
W 1992 wspomnienia Berlanda zostały opublikowane przez Niezależną Oficynę Wydawniczą pt. Dni długie jak wieki. 
W 2023 roku w ramach programu Muzeum Historii Żydów Polskich Polin – „Nie bądź obojętny. 80. rocznica powstania w getcie warszawskim”, wspomnienia Mariana Berlanda ukazały się pt. Dni długie jak wieki. Świadectwo z ukrycia od powstania w getcie warszawskim 1943–1944. Książka ukazała się nakładem Muzeum Historii Żydów Polskich Polin oraz Ośrodka KARTA. Autorem wstępu do wspomnień był Marian Turski, zaś za posłowie i konsultacje naukową odpowiadała prof. Barbara Engelking.